# Nowa Gazeta Lokalna
Nowa Gazeta Lokalna – polski tygodnik społeczno-polityczny wydawany przez spółkę Lokalna Sp. z o.o. Ukazuje się w Kędzierzynie-Koźlu i powiecie kędzierzyńsko-kozielskim. Ukazuje się od 2007.
„Nowa Gazeta Lokalna” do 2007 r. nosiła nazwę „Gazeta Lokalna”. Pierwsze wydanie „Gazety Lokalnej” pojawiło się na rynku w maju 1999 roku. Jej działalność była wówczas dofinansowana przez miasto Kędzierzyn-Koźle, a wydawcą gazety był Miejski Ośrodek Kultury. Obecnie gazeta jest niezależna i wydaje ją spółka Lokalna Sp. z o.o. założona przez pracowników. Spółka wydaje także portal Lokalna24.

## Redaktorzy naczelni
- Piotr Gabrysz (1999 - 2000)
- Andrzej Szopiński-Wisła (2000 - 2002)
- Bolesław Bezeg (2002 - 2007)
- Jakub Dźwilewski (2007 - 2012)
- Grzegorz Łabaj (od 1 stycznia 2013 roku)

## Siedziba
„Nowa Gazeta Lokalna”

Redakcja Tygodnika

ul. Józefa Balwirczaka 1

47-200 Kędzierzyn-Koźle